# Leptostylus candidus
Leptostylus candidus es una especie de escarabajo longicornio del género Leptostylus, categorizada en la tribu Acanthocinini, de la subfamilia Lamiinae. Fue descrita por Monné M. A., Monné M. L. & Tavakilian en 2013.

## Descripción
Mide 7,7-9,5 mm de longitud.

## Distribución
Se distribuye por Guayana Francesa.